# SpiderMonkey
SpiderMonkey est le nom de code du premier Moteur JavaScript. Il a été écrit par Brendan Eich pour Netscape Communications et délivré plus tard comme un logiciel open source. SpiderMonkey est actuellement maintenu par la fondation Mozilla.

## Fonctionnalités
SpiderMonkey est écrit en langage C et comprend compilateur, interpréteur, décompilateur, ramasse-miettes, ainsi que des classes standard. Par lui-même, il ne fournit pas un environnement hôte tel que Document Object Model (DOM).
En effet, le but de SpiderMonkey est d'être inclus dans d'autres applications qui fournissent un environnement hôte pour JavaScript. Les applications les plus populaires sont Mozilla Firefox et Mozilla Application Suite/SeaMonkey, avec Adobe Acrobat et Adobe Reader. SpiderMonkey est aussi le moteur JavaScript pour Yahoo! Widget Engine (connu autrefois sous le nom de Konfabulator) et UOX3 (UOX), ainsi que l'émulateur Ultima Online. Il est aussi utilisé par GNOME Shell.
Une utilisation populaire et créative du moteur JavaScript SpiderMonkey est la suite d'applications Sphere dont le but premier est la conception de jeux de rôle.
SpiderMonkey et son moteur frère Rhino mettent en œuvre le standard ECMAScript pour XML (E4X).
Il a connu de nombreuses optimisations de performance par l'intégration des compilateurs à la volée TraceMonkey (Firefox 3.5) et JägerMonkey (Firefox 4). 
Il fonctionne sur les architectures x86 (32 bits et 64 bits) et ARM.

## Utilisations
- Mozilla Firefox
- GNOME Shell
- 0 A.D.